# Relations entre les Bahamas et l'Union européenne
Les relations entre les Bahamas et l'Union européenne reposent principalement sur le partenariat de l’Union avec les pays d'Afrique, Caraïbes et Pacifique, la Communauté caribéenne et la Communauté d'États latino-américains et caraïbes.

## Sources

## Compléments